# Lampides caerulea
Lampides caerulea är en fjärilsart som beskrevs av Tutt 1907. Lampides caerulea ingår i släktet Lampides och familjen juvelvingar. Inga underarter finns listade i Catalogue of Life.